# 中華民國總統府侍衛室菸品走私案
中華民國總統府侍衛室菸品走私案，媒體又稱為中華民國國家安全局私菸案、國安特勤私菸案、總統專機私菸案或華航私菸案。2019年7月揭露，中華民國總統府侍衛官吳宗憲等人在陪同中華民國總統蔡英文「自由民主永續之旅」出访期间利用职务之便进行香烟走私的案件，涉事香烟數計有10,009條、市值約新臺幣600餘萬元。涉案單位還包含中華航空公司高層、國安局特勤中心官員等。事發後總統府的「超額購買」用詞引發輿論批評，總統蔡英文隨即道歉並改稱「違法私菸」。其後並在記者會上表示此為前朝陋習，由來已久，並承諾徹底清查。此事件使國安局局长彭勝竹辭職，由中華民國國軍退除役官兵輔導委員會主任委員邱国正接任；總統府侍衛長張捷中將自請處分調職，由國防部憲兵指揮部指揮官鍾樹明中將接任。

## 事件經過
2019年7月8日，由中華航空高層協助總統府侍衛室官員吳宗憲少校（國安局特勤中心調任人員），自免稅品系統後台購買免稅菸品共5筆訂單，合計9,200條菸。
7月11日，吳宗憲陪同出訪，搭乘華航1588班機，如訂購單上出發航班所示，然而這些菸品並未隨同班機出國。
7月12日，時代力量立法委員黃國昌拜訪法務部調查局新北市調查處提供證據，要求開始布線。
7月21日，華航保稅倉庫人員先一步將貨品移至飛機貨櫃內。
7月22日，法務部調查局新北市調查處收網。
法務部調查局副局長林玲蘭將此專案定名為「北斗行動」，源於七星牌香菸為此次購買最大量。只有極少數調查局人員知道，北斗專案包含總統府侍衛室及國安局人員涉案。吳宗憲被發現透過華航高層預訂9,200條免稅香菸，另外私自攜帶600條香菸，包含峰、大衛杜夫及七星。此案由法務部調查局新北市調查處、桃園市調查處聯合偵辦，因未申請搜索票，7月22日12時35分總統座機落地前，12時20分有5輛接機貨車陸續裝載案貨，嗣後並跟隨總統車隊由國賓通道離開機坪；13時25分聯合查緝小組於國賓通道以行政臨檢方式攔截相關車輛5部直接押至財政部關務署臺北關私貨倉庫，並當場逮捕押車接運的總統府侍衛室官員吳宗憲及國安局等十名人員。財政部關務署表示，總統座機抵臺時，海關人員已經全數查扣該批私菸，目前留置臺北關私貨倉庫。全案目前交由臺灣臺北地方檢察署忠組辦理。
7月22日下午，黃國昌召開記者會宣布國安局走私煙案。

## 情治監督
因國安局依《國家安全局組織法》與《特種勤務條例》為總統配署勤務人員，以前就有人聽聞國安局有購買私菸。又因此次購買菸品數量過多，引起法務部調查局懷疑。

## 超買說
黃國昌點名，中華民國國家安全會議秘書長李大維應出面說明，國安局是由國安會秘書長督導，並提出「誰派的？這是第一次嗎？」等質疑，請國安局講清楚。如果這是從前總統馬英九時期、甚至更早之前就開始，他要求將曾經參與過的人全部徹查到底。此種行為涉嫌貪汙。面對時代力量立法委員黃國昌爆料，「5輛載運私菸的貨車，都來自總統府」，中華民國總統府發言人丁允恭表示總統府侍衛室調度，但對於是誰簽署其調度卻不談論，以目前偵查不公開為由避談。總統蔡英文26日表示，司法已經進入調查階段，她已下令所有單位配合司法調查、也應尊重司法調查。總統府發言人黃重諺公開表示此案件為「超買」（即超過購買額度），引發社會輿論譁然；中華民國交通部部長林佳龍則說，從法律角度來看就是走私。而蔡英文於27日下午立刻改口為涉嫌違法私菸案件，並對社會大眾道歉，稱會徹查到底。

## 陋習說
蔡英文在記者會上談私菸案表示是陋習難以接受，向公眾致歉。而部分媒體指控李登輝、陳水扁和馬英九任內均有類似情事。
前總統陳水扁面對被指控在其任內就有陋習的說法表示嚴正否認，並澄清自己從來都沒有聽過此情事，追問過去經辦的人亦證實在他的時代根本不可能發生這樣的事情。前總統馬英九受訪時亦表示，不知道任內有這個問題。陳水扁指出特勤人員在總統府有個侍衛組，而總統府的法定機關負責人就是總統府秘書長，他認為總統府秘書長陳菊應為此辭官負責。總統府則表示秘書長不在特種勤務指揮中心的指揮體系，歷任政府的總統府正副秘書長都應該很清楚。陳水扁表示蔡英文總統可以展現她的魄力，該斬就要斬，不是現在大家看到的那幾個人。

## 公部門問題
華航公布自2006年起陳水扁政府、馬英九政府、蔡英文政府合計的走私資料，蔡英文政府走私香菸數量為數最多（統計3年6次出訪），是馬政府時代的2倍（統計8年14次出訪）、扁政府的12倍（統計3年6次出訪），光本次走私菸量就增至「萬條」。華航幾位高層受訪時表示，此次專機除蔡英文購買免稅品未被曝光外，全機人員都被爆出有購買，但陪同出訪的民主進步黨立法委員則澄清並未涉入其中。

## 中華航空
2019年7月23日，交通部長林佳龍表示責任到哪究責到哪。中華航空管理階層人員涉嫌介入此案。
7月24日，政風人員協助檢察官等人員，前往總統官邸之特勤人員宿舍搜索取得遭聲押的吳宗憲及張恒嘉相關個人物品。
7月25日，中華航空公司董事長謝世謙對外招開記者會說明私菸案，但未說明何時配合中華民國交通部，亦未提出辭呈，交通部表示不滿意。謝世謙表示「所有交易，他是在飛機上完成交易，這次在華航這邊就是說，不是在國內完成交易，而是在空中完成交易，所謂空中完成交易就已經屬於境外交易。」此言論引起司法界質疑，因為按照刑法在飛機販賣免稅品，依照法律，只要在中華民國的航空器犯罪，都視為在中華民國領域犯罪，就算飛到國外，還是有刑事追訴權。
交通部政務次長王國材表示「如果謝世謙請辭我會同意。」
7月26日，檢警搜查華航園區，約調羅雅美（學運出身、前國安會秘書長邱義仁機要、華航前資深副總），邱彰信（邱議瑩胞弟、華航空中商用品供應營銷處前副總）等人。而華航董座暫留職位。這次爆發走私免稅菸風暴的自由民主永續之旅任務，承辦單位空品處副總經理邱彰信，專機負責人為資深副總羅雅美。羅雅美曾任民主進步黨元老邱義仁機要，邱彰信為民主進步黨立法委員邱議瑩的弟弟；8月1日羅調為董事長室特別助理，邱調為總經理室高級專員。
在周末期間華航因交通部次長王國材要求，投入二十位人員，全力追查菸品數據。另外董姓與黃姓女子為華航專機隨機人員，雖非貴婦或國安人員，但也被吳爆料為涉案名單內。

## 調查
總統府侍衛官吳宗憲一人購買近一萬條免稅香菸，雖有交代五十人團購名單，吳自己一人訂購就三千餘條。吳宗憲等特勤人員由國安局特勤中心於中華民國國軍部隊中挑選，因表現良好後進入總統府侍衛室當警衛官，不受國安局本部控制。至此有七名將校人員遭懲處。另外前中華民國總統府侍衛長張捷中將因自請處分調職，由中華民國國防部憲兵指揮部指揮官鍾樹明中將接任。

## 處理反映
各部門對於某些網友質疑政府有其他官員涉案之說法，中華民國外交部表示，沒有同仁參與菸品團購而欲提告。國安會沒有人員參與團購，只有少數工友或人員代訂。國安局本部要求1,500名人員填寫自檢表，並且徹查現金轉帳金流。總統府表示，不能卸責，但是待調查釐清。
7月24日，有網友在PTT發文誤植吳宗憲為中華民國總統府秘書長陳菊人馬，後經追查為嘉義某大學陳姓學生未經查證即發文；7月26日，內政部警政署刑事警察局通知陳姓學生到案說明，同日陳姓學生在PTT發文道歉，依違反《社會秩序維護法》第63條函送花蓮縣警察局偵辦，後續依法由臺灣花蓮地方法院簡易庭裁處。7月27日，上報報導，有知情人士向立委爆料，因害怕影響2020年中華民國總統選舉蔡英文選情，疑似要斷層止血，檢調偵查方向發展停滯；總統府表示，此為假消息，是不實指控。
國安局認為，總統府侍衛室的成員，部分是由特勤中心內調，部分是外調自警政署及憲兵單位。侍衛室成員中，來自國安局特勤中心者，才算隸屬國安局，但調到侍衛室後，就歸總統府侍衛室管轄。此次私菸走私案，是由少校侍衛官吳宗憲負責執行私菸團購事宜。民進黨立委蔡適應轉述國安局說法表示，這次事件是總統府侍衛室侍衛官出事，全案「就是總統府侍衛室的『團購案』」。
國安局認為，少校侍衛官吳宗憲來自軍中、並非國安局編制內人員，此案卻被誤導為「國安局走私案」，與事實大有出入。蔡適應也認為，特勤工作多頭馬車、事權不統一，向為內行人所詬病，呼籲必須修法調整體制。

## 檢調起訴
2019年8月23日，臺北地檢署偵查終結，依貪污治罪條例利用公用運輸工具裝運漏稅物罪等罪，起訴邱彰信、吳宗憲等13人。檢方查出對免稅菸訂購數量不設限是由華航副總邱彰信裁示，交由空品處協理于堯及代理組長黃川禎執行。黃川禎在總統出發前3周提供免稅菸品價格表給國安局少校吳宗憲，由吳發放給總統府侍衛室等單位，並張貼在親友群組，由於下定菸品不設數量，因此，訂購數量才會暴增。黃川禎收單後指示給華航派駐在華膳公司的徐姓及陳姓人員，要求預購的免稅菸品不要搬上機，而是暫放在華膳保稅倉庫。徐、陳2人被檢方認為有逃漏稅稅捐罪嫌，陳因否認犯行遭檢方起訴，徐則認罪獲緩起訴。而吳宗憲搬菸需要的5輛車，來自總統府侍衛室1輛貨車，吳到總統府交通科洽借2輛總統府貨車，國安局少校張恒嘉再向國安局特勤中心調借2貨車。專機返國當天，張恒嘉指示華航人員將5個行李櫃拖至B9國賓門附近由吳宗憲收貨，吳宗憲及侍衛室駕駛等8人將預購的9,200條及機上購買的597條菸品搬上公務貨車駛出C3管制門課稅點，被當場查獲，總計逃漏菸酒稅、健康捐及營業稅共新台幣587萬3,984元。
被臺北地檢署起訴的有吳宗憲、張恒嘉、總統府侍衛室駕駛班上士劉尊彰、黃柏維、潘秉忠、張家維、李君偉、葉信宏、國安局特勤中心警安組上校林志建、華航副總邱彰信、空品處協理于堯、空品處組長黃川禎、空品處管制組管理師陳穎彥。其中，吳宗憲、張恒嘉、劉尊彰、葉信宏、潘秉忠、張家維、李君偉、黃柏維等8人涉犯貪污治罪條例以公用運輸工具裝運漏稅物品罪、對於非主管及監督事務圖利罪，以及稅捐稽徵法以不正當方法逃漏稅捐罪嫌；邱彰信、于堯、黃川禎涉犯貪污治罪條例對於非主管及監督事務圖利罪，以及稅捐稽徵法以不正當方法逃漏稅捐罪嫌。另外，購買菸品的總統府侍衛室少校徐兆鋒、專機主廚田佳宜、空品處職員徐世立、空少白梓佑和非軍職人員李宗原、女性購買大戶祈明昕等6人，檢方以違反稅捐稽徵法予以緩起訴處分。國安局人員曾彦泰、林國智罪嫌不足，予以不起訴處分。臺北地檢署依職權將祈明昕等6人緩起訴處分、以及曾彦泰、林國智不起訴處分送再議，高檢署認為原處分適當，再議無理由而駁回，祈明昕等6人緩起訴；曾彦泰、林國智不起訴處分確定。

11月7日，臺北地檢署偵查終結，購買超過50條菸的少將林國欽等27人，依違反稅捐稽徵法處分緩起訴，期限1年，各須支付公庫3萬元至30萬元不等金額。臺北地檢署依職權送再議，臺灣高等檢察署認為原處分適當，再議無理由而駁回，27人緩起訴確定。
2020年10月15日，臺北地檢署偵查終結，購買350條菸的劉姓女子偵訊時否認犯罪，依違反稅捐稽徵法起訴。
2020年11月20日，臺北地檢署偵查終結，國安局前少將警衛主任陳逸夫等77人緩起訴，買40條菸的陳逸夫須支付國庫2萬5,000元處分金及接受法治教育6小時。其餘76名涉嫌託人買菸的國安局人員及其親友團們，也均獲緩起訴，另根據各別買菸的數量及逃漏稅捐金額，分別須繳交緩起訴處分金5,000元至20萬元不等。臺北地檢署依職權送再議，高檢署認為原處分適當，再議無理由而駁回，77人緩起訴確定。此外，臺北地檢署檢察官偵查後認為，總統府發言人室諮議林家如等5人在機上下單並收貨，並把超買的菸塞入行李箱闖關，違反的是行政罰，與機邊交貨的違反刑罰態樣構成要件不同，因查無逃漏稅或擅用公家資源等不法行為，林家如等5人予以簽結。
2021年6月11日，臺北地方法院依貪污治罪條例以公用運輸工具裝運漏稅物品罪，分別判處前國安局人員吳宗憲、張恒嘉10年4月、10年2月徒刑，褫奪公權10年。
2022年6月，吳宗憲向財政部關務署提行政訴訟，並要求賠償他遭扣押的菸品計9,797條，損害賠償708萬4,000元，最高行政法院維持原審認定，判決駁回他的請求確定 。